# Герби адміністративних одиниць Норвегії

## Акерсгус

Герб фюльке Акерсгус

Герб комуни Аскер
Герб комуни Берум
Герб комуни Вестбю
Герб комуни Гурдал
Герб комуни Ейдсвол
Герб комуни Енебак
Герб комуни Еррум
Герб комуни Еурскоґ-Геланд
Герб комуни Леренскуґ
Герб комуни Наннестад
Герб комуни Нес
Герб комуни Несодден
Герб комуни Ніттедал
Герб комуни Оппеґор
Герб комуни Ос
Герб комуни Релінґен
Герб комуни Серум
Герб комуни Улленсакер
Герб комуни Фет
Герб комуни Фроґн
Герб комуни Шедсму
Герб комуни Ші

## Бускерюд

Герб фюльке Бускерюд

Герб комуни Гемседал
Герб комуни Гуле
Герб комуни Гуль
Герб комуни Гурум
Герб комуни Ґуль
Герб комуни Драммен
Герб комуни Евре-Ейкер
Герб комуни Конгсберг
Герб комуни Кредсгерад
Герб комуни Лієр
Герб комуни Модум
Герб комуни Недре-Ейкер
Герб комуни Нес
Герб комуни Нуре-ог-Увдал
Герб комуни Ол
Герб комуни Рейкен
Герб комуни Рінґеріке
Герб комуни Роллаг
Герб комуни Сіґдал
Герб комуни Флесберг
Герб комуни Фло

## Вест-Агдер

Герб фюльке Вест-Агдер

Герб комуни Веннесла
Герб комуни Гегебустад
Герб комуни Еуднедал
Герб комуни Квінесдал
Герб комуни Крістіансанн
Герб комуни Ліннеснес
Герб комуни Люнгдал
Герб комуни Манадал
Герб комуни Марнардал
Герб комуни Осерал
Герб комуни Сірдал
Герб комуни Сегне
Герб комуни Сонгдален
Герб комуни Фарсун
Герб комуни Флеккефіорд

## Вестфолл

Герб фюльке Вестфолл

Герб комуни Андебу
Герб комуни Геме
Герб комуни Гольместранн
Герб комуни Гутен
Герб комуни Гуф
Герб комуни Ладал
Герб комуни Ларвік
Герб комуни Нетерей
Герб комуни Ре
Герб комуни Санде
Герб комуни Саннефіорд
Герб комуни Свельвік
Герб комуни Стоке
Герб комуни Тенсберг

## Гедмарк

Герб фюльке Гедмарк

Герб комуни Алвдал
Герб комуни Волер
Герб комуни Гамар
Герб комуни Груе
Герб комуни Еїдскуґ
Герб комуни Ельверум
Герб комуни Енґердал
Герб комуни Конґсвінґер
Герб комуни Летен
Герб комуни Нур-Одал
Герб комуни Омут
Герб комуни Оснес
Герб комуни Рендал
Герб комуни Рінґсакер
Герб комуни Сер-Одал
Герб комуни Станґе
Герб комуни Стур-Ельвдал
Герб комуни Толґа
Герб комуни Трюсіль
Герб комуни Тюнсет
Герб комуни Ус
Герб комуни Фоллдал

## Гордаланн

Герб фюльке Гордаланн

Герб комуни Аскей
Герб комуни Бемлу
Герб комуни Берген
Герб комуни Ваксдал
Герб комуни Восс
Герб комуни Гранвін
Герб комуни Ейгарден
Герб комуни Ейдфіорд
Герб комуни Етне
Герб комуни Еустеволл
Герб комуни Еустрхейм
Герб комуни Юндал
Герб комуни Квам
Герб комуни Квіннгерад
Герб комуни Ліннос
Герб комуни Масфіорден
Герб комуни Меланн
Герб комуни Мудален
Герб комуни Одда
Герб комуни Остерей
Герб комуни Радей
Герб комуни Самнангер
Герб комуни Свейу
Герб комуни Стур
Герб комуни Сунн
Герб комуни Тюснес
Герб комуни Улленсванг
Герб комуни Ульвік
Герб комуни Ус
Герб комуни Федьє
Герб комуни Фітьяр
Герб комуни Фіелль
Герб комуни Фуса

## Естфолл

Герб фюльке Естфолл

Герб комуни Аремарк
Герб комуни Ашім
Герб комуни Валер
Герб комуни Волер
Герб комуни Галден
Герб комуни Губель
Герб комуни Еїдсберг
Герб комуни Маркер
Герб комуни Мосс
Герб комуни Раккестад
Герб комуни Ремскуг
Герб комуни Роде
Герб комуни Рюге
Герб комуни Сарпсборг
Герб комуни Спюдеберг
Герб комуни Трегстад
Герб комуни Фредрікстад
Герб комуни Шіптвет

## Еуст-Агдер

Герб фюльке Еуст-Агдер

Герб комуни Арендал
Герб комуни Біркенес
Герб комуни Бюглан
Герб комуни Бюкле
Герб комуни Валле
Герб комуни Веґорсгей
Герб комуни Грімстад
Герб комуни Ев'є-ог-Горннес
Герб комуни Ерстад
Герб комуни Івелан
Герб комуни Ліллесан
Герб комуни Омлі
Герб комуни Рісер
Герб комуни Тведестран
Герб комуни Фролан

## Мере-ог-Ромсдал

Герб фюльке Мере-ог-Ромсдал

Герб комуни Аверей
Герб комуни Ванюльвен
Герб комуни Вестнес
Герб комуни Волда
Герб комуни Галса
Герб комуни Гарам
Герб комуни Гарейд
Герб комуни Герей
Герб комуни Ейде
Герб комуни Емнес
Герб комуни Ерскуг
Герб комуни Ерста
Герб комуни Еукра
Герб комуни Еуре
Герб комуни Йїске
Герб комуни Крістіансунн
Герб комуни Мідсун
Герб комуни Молде
Герб комуни Нессет
Герб комуни Нурдал
Герб комуни Олесунн
Герб комуни Реума
Герб комуни Риндал
Герб комуни Санне
Герб комуни Санней
Герб комуни Скодьє
Герб комуни Смела
Герб комуни Странда
Герб комуни Стурдал
Герб комуни Сула
Герб комуни Сунндал
Герб комуни Сурнадал
Герб комуни Сюкюльвен
Герб комуни Тінгвол
Герб комуни Ульстейн
Герб комуни Френа

## Нурланн

Герб фюльке Нурлан

Герб комуни Алстагеуг
Герб комуни Андей
Герб комуни Балланґен
Герб комуни Бе
Герб комуни Беярн
Герб комуни Біндал
Герб комуни Бренней
Герб комуни Буде
Герб комуни Вевельстад
Герб комуни Вега
Герб комуни Верей
Герб комуни Вествоґей
Герб комуни Вефсн
Герб комуни Воган
Герб комуни Гадсель
Герб комуни Гамарей
Герб комуни Гаттф'єлльдал
Герб комуни Гемнес
Герб комуни Герей
Герб комуни Г'єльсунн
Герб комуни Ґране
Герб комуни Денна
Герб комуни Евенес
Герб комуни Екснес
Герб комуни Їльдескол
Герб комуни Ледінґен
Герб комуни Лейрфіорд
Герб комуни Лурей
Герб комуни Мелей
Герб комуни Москенес
Герб комуни Нарвік
Герб комуни Несна
Герб комуни Рана
Герб комуни Редей
Герб комуни Рест
Герб комуни Салтдал
Герб комуни Семна
Герб комуни Серфол
Герб комуни Сортлан
Герб комуни Стейген
Герб комуни Трена
Герб комуни Тюсфіорд
Герб комуни Феуске
Герб комуни Флакстад

## Нур-Тренделаг

Герб фюльке Нур-Тренделаг

Герб комуни Вердал
Герб комуни Верран
Герб комуни Вікна
Герб комуни Гейланнет
Герб комуни Ґронг
Герб комуни Іннерей
Герб комуни Леванґер
Герб комуни Лека
Герб комуни Лексвік
Герб комуни Лієрне
Герб комуни Мерокер
Герб комуни Намдалсейд
Герб комуни Намсскуґан
Герб комуни Намсус
Герб комуни Нерей
Герб комуни Рейрвік
Герб комуни Сг'єрдал
Герб комуни Сноса
Герб комуни Стейнг'єр
Герб комуни Увергалла
Герб комуни Флатанґер
Герб комуни Фроста
Герб комуни Фуснес

## Оппланн

Герб фюльке Оппланн

Герб комуни Ванг
Герб комуни Вестре-Слідре
Герб комуни Вестре-Тутен
Герб комуни Воґо
Герб комуни Ґеусдал
Герб комуни Ґран
Герб комуни Довре
Герб комуни Евнакер
Герб комуни Ейстре-Слідре
Герб комуни Естре-Тутен
Герб комуни Етнедал
Герб комуни Еєр
Герб комуни Євік
Герб комуни Леша
Герб комуни Ліллегаммер
Герб комуни Лом
Герб комуни Луннер
Герб комуни Нур-Еурдал
Герб комуни Нурре-Ланн
Герб комуни Нур-Фрон
Герб комуни Рінґебу
Герб комуни Сель
Герб комуни Сеннре-Лан
Герб комуни Сер-Еурдал
Герб комуни Сер-Фрун
Герб комуни Шок

## Осло

Герб фюльке Осло

## Ругаланн

Герб фюльке Ругаланн

Герб комуни Б'єркрейм
Герб комуни Букн
Герб комуни Віндаферд
Герб комуни Геугесун
Герб комуни Го
Герб комуни Ейґерсунн
Герб комуни Ельмеланн
Герб комуни Есдал
Герб комуни Кармей
Герб комуни Квітсей
Герб комуни Клепп
Герб комуни Лунн
Герб комуни Рандаберг
Герб комуни Реннесей
Герб комуни Саннес
Герб комуни Сеуда
Герб комуни Сокндал
Герб комуни Сола
Герб комуни Ставангер
Герб комуни Стран
Герб комуни Сульдал
Герб комуни Тіме
Герб комуни Тюсвер
Герб комуни Утсіра
Герб комуни Фінней
Герб комуни Форсанн

## Сер-Тренделаг

Герб фюльке Сер-Тренделаг

Герб комуни Агденес
Герб комуни Б'югн
Герб комуни Гемне
Герб комуни Гітра
Герб комуни Гультолен
Герб комуни Ерлан
Герб комуни Клебу
Герб комуни Малвік
Герб комуни Мельгус
Герб комуни Мельдал
Герб комуни Мідтре-Ґеулдал
Герб комуни Оппдал
Герб комуни Оркдал
Герб комуни Оф'юр
Герб комуни Реннебу
Герб комуни Рерус
Герб комуни Рісса
Герб комуни Руан
Герб комуни Сельбу
Герб комуни Скеун
Герб комуни Снілльф'юр
Герб комуни Тронгейм
Герб комуни Тюдал
Герб комуни Усен
Герб комуни Фрея

## Согн-ог-Ф'юране

Герб фюльке Согн-ог-Ф'юране

Герб комуни Аскволл
Герб комуни Балестран
Герб комуни Бреманґер
Герб комуни Вік
Герб комуни Воґсей
Герб комуни Гейангер
Герб комуни Горніндал
Герб комуни Гюллестад
Герб комуни Ґеулар
Герб комуни Ґлоппен
Герб комуни Ґулен
Герб комуни Ейд
Герб комуни Еурланн
Герб комуни Єльстер
Герб комуни Лейканґер
Герб комуни Лердал
Герб комуни Лустер
Герб комуни Неустдал
Герб комуни Ордал
Герб комуни Сельє
Герб комуни Соґндал
Герб комуни Стрюн
Герб комуни Сулун
Герб комуни Ф'ялер
Герб комуни Флура
Герб комуни Ферде

## Телемарк

Герб фюльке Телемарк

Герб комуни Бамбле
Герб комуни Бе
Герб комуни Віньє
Герб комуни Дранґедал
Герб комуни Квітесейд
Герб комуни Краґере
Герб комуни Нісседал
Герб комуни Нуме
Герб комуни Нутодден
Герб комуни Порсґрун
Герб комуни Сельюр
Герб комуни Сеугерад
Герб комуни Сільян
Герб комуни Тін
Герб комуни Токке
Герб комуни Фюресдал
Герб комуни Шієн
Герб комуни Яртдал

## Трумс

Герб фюльке Трумс

Герб комуни Балсферд
Герб комуни Барду
Герб комуни Берг
Герб комуни Б'яркей
Герб комуни Гарстад
Герб комуни Ґратанґен
Герб комуни Дюрей
Герб комуни Ібестад
Герб комуни Карлсей
Герб комуни Квенанґен
Герб комуни Квеферд
Герб комуни Коферд
Герб комуни Лаванґен
Герб комуни Ленвік
Герб комуни Люнґен
Герб комуни Молсельв
Герб комуни Нуррейса
Герб комуни Саланґен
Герб комуни Серрейса
Герб комуни Сконлан
Герб комуни Стурферд
Герб комуни Торскен
Герб комуни Траней
Герб комуни Тромсе
Герб комуни Шервей

## Фіннмарк

Герб фюльке Фіннмарк

Герб комуни Алта
Герб комуни Берлевоґ
Герб комуни Ботсферд
Герб комуни Ґамвік
Герб комуни Гаммерфест
Герб комуни Гасвік
Герб комуни Карасьйок
Герб комуни Каутокейно
Герб комуни Квальсунд
Герб комуни Лебесбю
Герб комуни Лоппа
Герб комуни Мосей
Герб комуни Нессебю
Герб комуни Нордкап
Герб комуни Порсангер
Герб комуни Сер-Варанґер
Герб комуни Тана
Герб комуни Вадсе
Герб комуни Варде